# 送貨員的做愛服務請簽收吧！
《送貨員的做愛服務請簽收吧！》(日语：セックスセールスドライバー)，是日本漫畫家さばみそ的BL作品。出版社為。台灣電子版由亂搭租書網於2021年3月25日開始連載，全5話。獲得由ちるちる (chill chill)舉辦的BL AWARD 2021「最佳工口作品」第九名。
續刊將於2021年6月於《2021年G-Lish6月号》開始連載。

## 劇情簡介
工作出紕漏、喝醉酒失態大哭、還吐了喜歡的對象．羽瀨一身，24歲的戀谷失去意識前覺得今天是有史以來最荒謬狼狽的一天。隔日清醒後發現自己全裸躺在高檔的床上，身旁放著沒見過的手機，垃圾桶裡的衛生紙、掛在一旁清洗過的衣物，所有一切怎麼看都像是事後現場阿！！？

## 人物介紹
羽瀨 誠（受，30歲）
配送公司正職職員，黑髮、體型結實。
工作能力強、善於與人交際，全能型人設。
被喝醉的戀谷拉著不放還被吐的一身，只好帶著神智不清的戀谷去酒店。
覺得清醒後一臉生無可戀的戀谷很有趣，暫時不打算把戀谷喝醉直接跟自己表白的事告訴對方。

戀谷一心（攻，24歲）
配送公司菜鳥兼職職員，入職2個月。
在前公司被裁員時受到當時配送員羽賴的鼓勵，決定追隨羽賴進入配送業，前期因體能不足吃了許多苦，現稍微能適應高強度的體力作業。
思考消極，很容易因為緊張露出往生(生無可戀)的神態。
喝醉後會把內心話講出來的類型，在酒會上對羽賴大吐苦水加崩潰大哭意外造成笑點。
酒醒後完全不記得自己做過甚麼。

## 單行本
| 卷數 | Ｊパブリッシング | Ｊパブリッシング |
| 卷數 | 出版日期         | ISBN             |
| ---- | ---------------- | ---------------- |
| 1    | 2020年10月17日   | 978-4866693378   |

## 電子版
| 卷數 | 亂搭租書網    | 亂搭租書網    |
| 卷數 | 出版日期      | ISBN          |
| ---- | ------------- | ------------- |
| 1    | 2021年4月22日 | 9789860719826 |

## 外部連結
- 《セックスセールスドライバー》官方網站 （页面存档备份，存于）
- 中文電子書《送貨員的做愛服務請簽收吧！》官方網站 （页面存档备份，存于）
- さばみそ官方Twitter （页面存档备份，存于）